# A25-ös autópálya (Németország)
Az A25-ös autópálya (németül: Bundesautobahn 25) egy autópálya Németországban. Hossza 21 km.